# Bruckmühl
Bruckmühl település Németországban, azon belül Bajorországban. Lakosainak száma 16 984 fő (2023. december 31.). Bruckmühl Tuntenhausen, Bad Aibling és Feldkirchen-Westerham községekkel határos.

## Népesség
A település népessége az elmúlt években az alábbi módon változott:
| Lakosok száma | 1178 | 6792 | 9179 | 12 196 | 15 763 | 16 005 | 16 330 | 16 526 | 16 724 | 16 984 |
|               | 1875 | 1950 | 1975 | 1987   | 2012   | 2014   | 2016   | 2017   | 2021   | 2023   |